# Malléole médiale

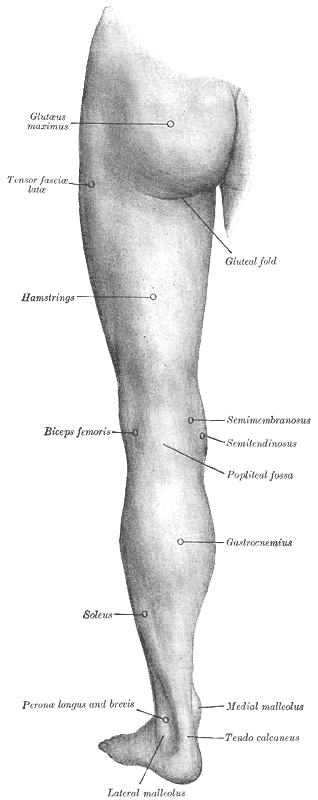
La malléole interne (Medial malleolus en anglais).

La malléole médiale (ou malléole interne) est un volumineux processus osseux prolongeant en bas la face médiale du tibia.

## Description
La malléole médiale est de forme triangulaire aplatie transversalement. Elle est plus saillante et située nettement plus haut (environ deux centimètres, en position anatomique standard) que la malléole latérale.
Elle présente :
- une face médiale,
- une face latérale,
- un bord antérieur,
- un bord postérieur,
- une extrémité inférieure.

### Face médiale
La face médiale est lisse, convexe et sous-cutanée.

### Face latérale
La face latérale est lisse, légèrement concave. Elle porte une surface articulaire en virgule couchée tête en avant : la facette articulaire de la malléole médiale du tibia. Cette dernière est en continuité avec la surface articulaire de la face inférieure de l'épiphyse distale du tibia pour former la surface articulaire inférieure du tibia qui s'articule avec le talus.

### Bord antérieur
Le bord antérieur est épais et rugueux oblique en arrière et en bas sur lequel s'insère le faisceau antérieur du ligament collatéral médial de l'articulation talo-crurale.

### Bord postérieur
Le bord postérieur est large oblique en bas et en avant. Il présente une gouttière oblique en bas et en dedans : le sillon malléolaire du tibia qui est le passage des tendons des muscles tibial postérieur et fléchisseur commun des orteils.

### Extrémité inférieure
L'extrémité inférieure possède une fossette dans laquelle s'insère le faisceau superficiel du ligament collatéral médial de l'articulation de l'articulation talo-crurale.

## Aspect clinique
La malléole médiale est palpable sous la peau et c'est un des principaux repères osseux utilisés pour les diagnostics d'entorse ou de fracture de la cheville.

## Galerie

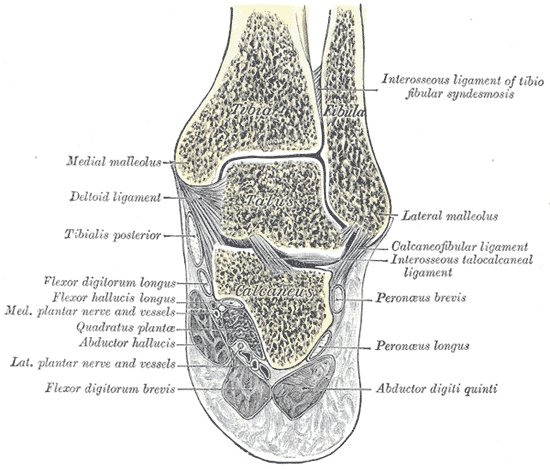
Coupe frontale de la cheville.
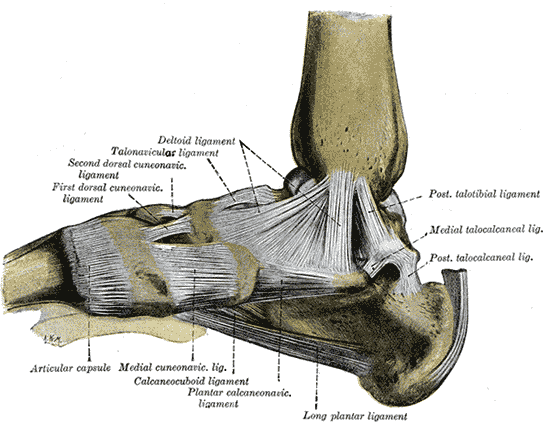
Les ligaments de la cheville. Vue interne